# Morti nel 1187
| Questa pagina contiene informazioni ricavate automaticamente dalle voci biografiche con l'ausilio del template Bio e di un bot. L'aggiornamento è periodico e automatico e ricostruisce completamente la pagina. Se manca una persona in questa lista, sei pregato di non aggiungerla, ma accertati piuttosto che la sua voce biografica contenga il template Bio e che i dati anagrafici siano correttamente compilati. Se il template Bio manca, inseriscilo tu stesso o, in alternativa, metti l'avviso {{tmp\|Bio}} che ne segnala la mancanza. Se i dati riportati sono sbagliati, correggi direttamente la voce biografica; le modifiche saranno visibili in questa lista entro pochi giorni. Per chiarimenti vedi il progetto biografie. La lista contiene solo le 19 persone che sono citate nell'enciclopedia e per le quali è stato implementato correttamente il template Bio. Pagina aggiornata al 10 apr 2025. |

- 3 febbraio - Ruben III d'Armenia, principe (n. 1145)
- 18 marzo - Boghislao I di Pomerania, nobile
- 1º maggio - Roger de Moulins, militare francese
- 1º luglio - Nicasio Camuto de Burgio, cavaliere medievale italiano
- 4 luglio - Rinaldo di Châtillon, cavaliere medievale francese
- 23 settembre - Pietro Acotanto, monaco cristiano italiano
- 1º ottobre - Jaroslav Osmomysl, principe
- 20 ottobre - Papa Urbano III, papa, arcivescovo cattolico e cardinale italiano
- 30 novembre - Fujiwara no Hidehira, militare giapponese
- 17 dicembre - Papa Gregorio VIII, papa e cardinale italiano
- Alessio Axuch, generale bizantino
- Alessio Brana, generale e nobile bizantino
- Garsedonio di Mantova, vescovo cattolico italiano
- Gherardo da Cremona, traduttore italiano (n. 1114)
- Maria di Béarn, nobile francese
- Raimondo III di Tripoli, cavaliere medievale francese (n. 1140)
- Simone di Montfort, nobile e militare francese
- Guecellone II da Camino, nobile e militare italiano
- Baldovino di Ibelin, cavaliere medievale francese